# Kobyla (obwód tarnopolski)
Kobyla (ukr. Кобилля) – wieś na Ukrainie, w obwodzie tarnopolskim, w rejonie tarnopolskim. W 2001 roku liczyła 802 mieszkańców.
Do 2020 w rejonie zbaraskim.

## Urodzeni
- Wasyl Ilczyszyn (ur. 17 marca 1982 w Kobyli) – ukraiński archeolog, historyk, naukowiec i nauczyciel.
- Teodozja Dzieduszycka – polska hrabina, malarka, delegatka Tymczasowego Komitetu Rządzącego we Lwowie[4].